# Kunstmuseum Kaohsiung

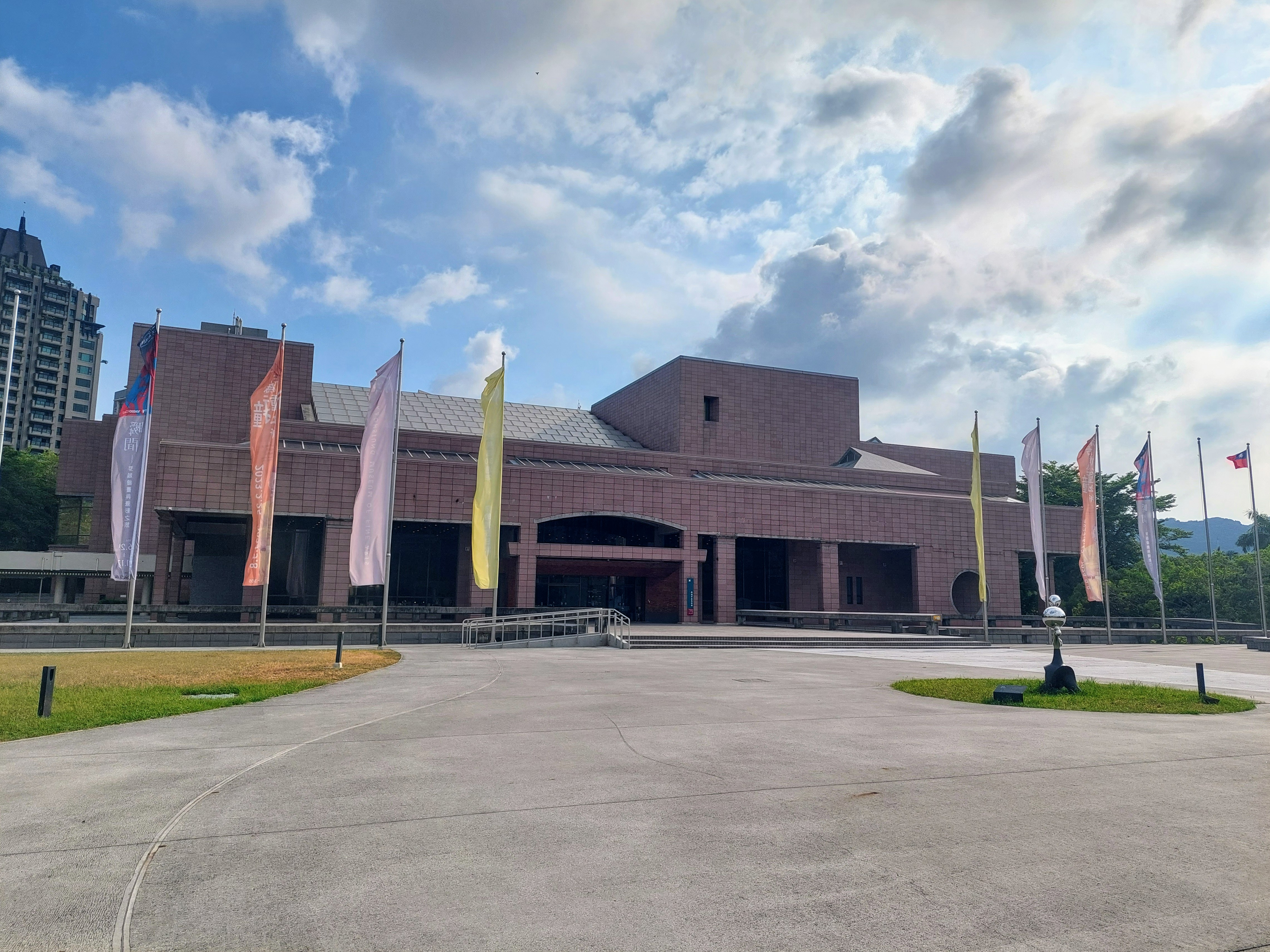
Frontseite mit Haupteingang

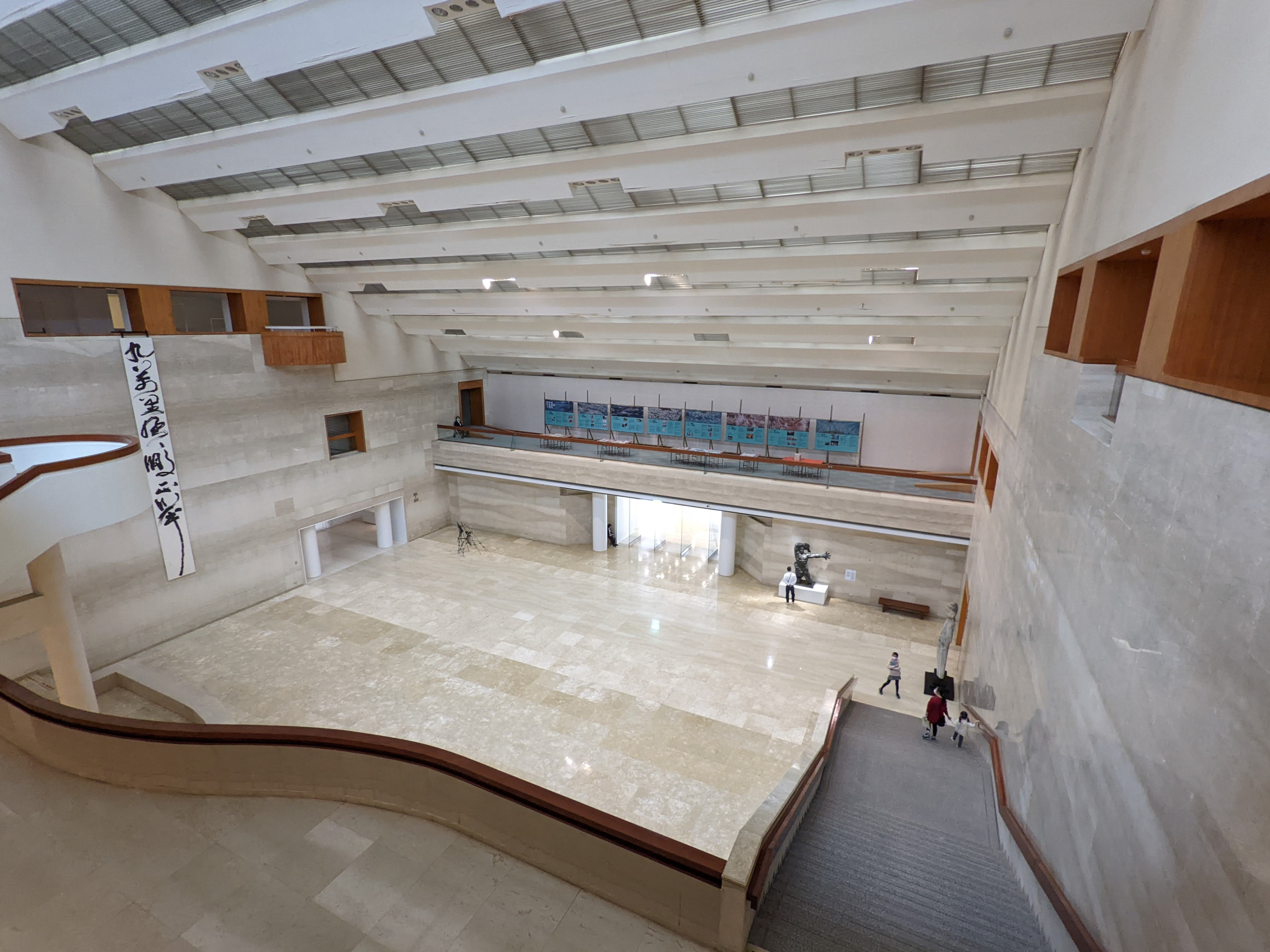
Die Haupthalle

Das Kunstmuseum Kaohsiung (chinesisch 高雄市立美術館 Gāoxióng Shìlì Mĕishùguăn) eröffnet im Jahr 1994, ist das bedeutendste Kunstmuseum der taiwanischen Stadt Kaohsiung. Es befindet sich im Bezirk Gushan inmitten des gleichzeitig mit dem Museum angelegten Neiweipi-Kulturparks, der einen Skulpturenpark und einen Ökopark mit Teich in sich vereint.

## Beschreibung
Durch den Haupteingang gelangt man in die große Haupthalle (北大廳) im Erdgeschoss (dem ersten Stock nach taiwanischer Rechnung). Hier befinden sich der Informationsschalter, die Garderobe und ein Souvenirgeschäft. Die Halle wird bei Bedarf auch als Ausstellungsbereich genutzt. Durch sie gelangt man in den zentralen Raum des Museums, die vier Stockwerke hohe Skulpturenhalle (雕塑大廳). Ein beliebtes Exponat der Halle ist eine Kopie der Skulptur Die Wasserbüffel von Huang Tushui. Um die Skulpturenhalle herum befinden sich fünf Ausstellungsräume verschiedener Höhe für Sonderausstellungen.
In den Stockwerken zwei bis vier gibt es elf weitere Ausstellungsräume verschiedener Größe und Höhe sowie einen Multifunktionsraum im vierten Stock, der vorwiegend zur Präsentation von großformatigen Skulpturen oder Installationskunst genutzt wird. Im Untergeschoss befinden sich eine Präsenzbibliothek mit Büchern, Zeitschriften und anderen Materialien zum Thema Kunst, ein Vortragssaal mit 368 Sitzplätzen, ein Unterrichtsraum sowie ein Ausstellungsraum.

## Kindermuseum
Im westlichen Teil des Neiweipi-Kulturparks befindet sich das Kunstmuseum für Kinder (兒童美術館), das bestrebt ist, Kindern einen spielerisch-interaktiven Zugang zu Kunst und Wissen zu ermöglichen. Hier finden kindgerechte themenorientierte Ausstellungen und Aktivitäten statt.

## Verkehr und Öffnungszeiten
Das Museum ist mit der Straßenbahn Kaohsiung Light Rail (Haltestellen C21 und C21A) sowie mit einigen Buslinien, z. B. den Linien R35 (紅35), 73 oder 168, zu erreichen. Es ist dienstags bis sonntags von 9:30 Uhr bis 17:30 geöffnet.